# Alnetea glutinosae

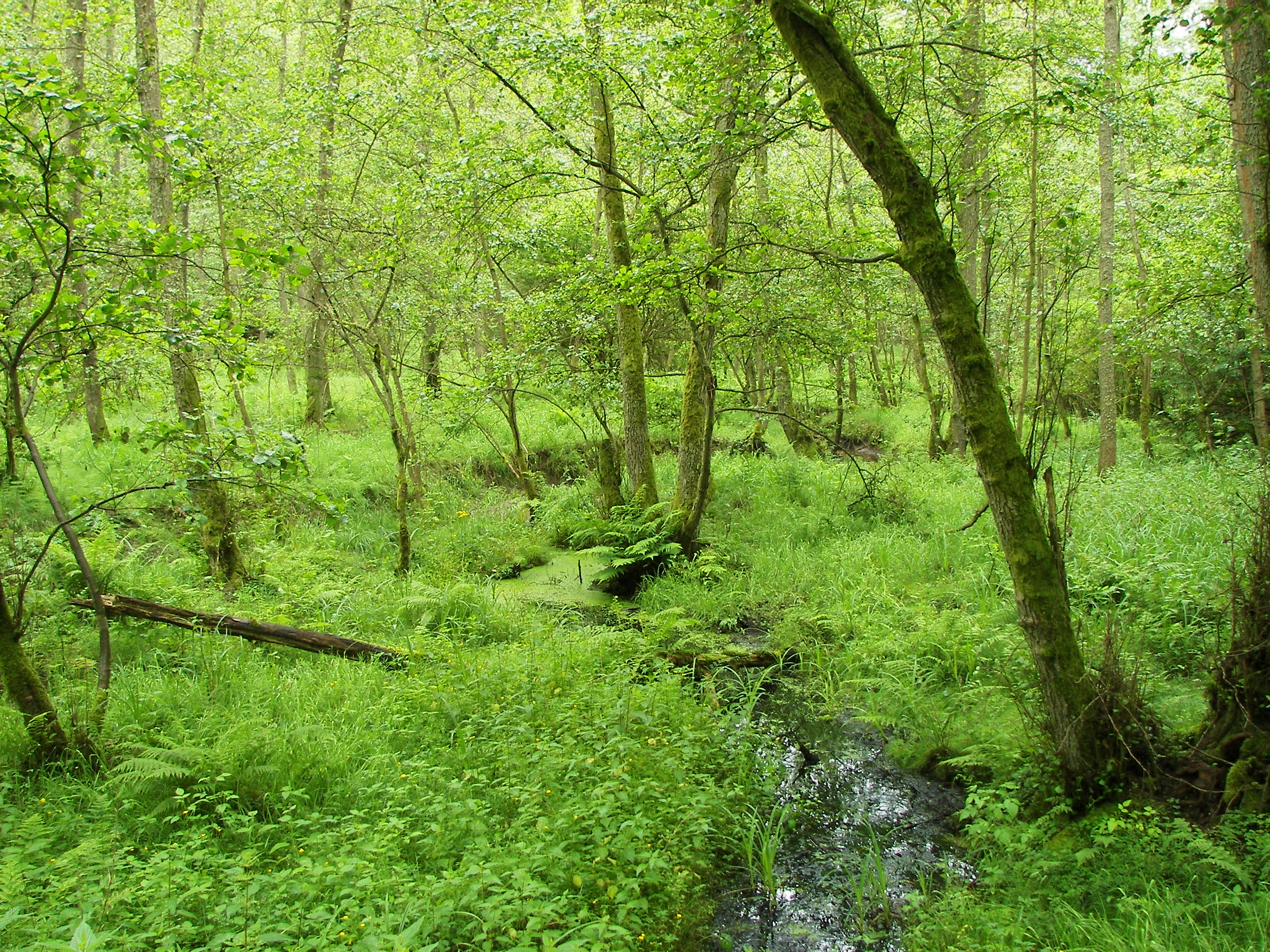
Burgwald, Hessen.

En phytosociologie, la classe des Alnetea glutinosae est une végétation de forêts d'aulnes, parfois de bouleaux ou de saules des dépressions marécageuses, sur sol engorgé une grande partie de l'année.
Autorité : Braun-Blanq. & Tüxen ex V.Westh., Dijk & Passchier 1946

## Répartition géographique
Europe tempérée, aux étages planitiaire, collinéen et montagnard.

## Espèces caractéristiques
Dans ce type de végétation, on peut trouver les espèces suivantes : Peucédan des marais (Peucedanum palustre), Lycope d'Europe (Lycopus europaeus), Menthe aquatique (Mentha aquatica), Calamagrostis des marais (Calamagrostis canescens) ou la Bourdaine (Frangula alnus).